# Beilstein (Heckenbach)
Beilstein ist ein Ortsteil der Ortsgemeinde Heckenbach im Landkreis Ahrweiler in Rheinland-Pfalz.

## Lage
Beilstein liegt in dem zur Osteifel gehörenden Südlichen Ahrbergland. Der Ort ist ein sogenanntes Sackgassendorf und ist aus Richtung Blasweiler nur über die Kreisstraße 54 zu erreichen.

## Geschichte
Beilstein gehörte zusammen mit Blasweiler zur Herrschaft Kempenich und kam mit dieser zuerst im 15. Jahrhundert und zuletzt im Jahr 1777 an das Kurfürstentum Trier. Von 1573 bis 1777 war die Herrschaft Kempenich an die Herren und Grafen von Eltz verpfändet. Bei der Einlösung der Pfandschaft durch den Trierer Kurfürsten bestritt der Graf von Eltz-Kempenich, dass die Ortschaften Beilstein, Blasweiler und Kirchesch zur Pfandschaft gehört hätten und nahm sie als allodiale reichsritterschaftliche Besitzungen in Anspruch.
Kirchlich waren die Einwohner von Beilstein der Pfarrei St. Margareta (Blasweiler) zugeordnet, die bis 1802 zum Ahrdekanat im Erzbistum Köln gehörte.
Im Jahr 1794 hatten französische Revolutionstruppen das Linke Rheinufer besetzt. Von 1798 bis 1814 gehörte Beilstein zum französischen Kanton Virneburg im Rhein-Mosel-Departement.
Nach den auf dem Wiener Kongress geschlossenen Verträgen kam die Region und damit auch Beilstein 1815 zum Königreich Preußen. Unter der preußischen Verwaltung wurde Beilstein 1816 dem neu errichteten Kreis Ahrweiler im Regierungsbezirk Koblenz zugeordnet und gehörte zur Gemeinde Blasweiler in der Bürgermeisterei Königsfeld. Im Jahr 1817 wurden im Weiler Beilstein 23 Einwohner gezählt.
Nach dem Ersten Weltkrieg lag die Region von 1919 bis 1929 im französischen Teil des Besetzten Rheinlands. Nach der Remilitarisierung der linksrheinischen Gebiete (1936) wurde 1937 von der Wehrmacht damit begonnen in dieser Region der Eifel den Luftwaffenübungsplatz Ahrbrück zu errichten. Beilstein war eins von insgesamt 12 Dörfern, das zu diesem Zweck geräumt wurde. Die ab 1939 leerstehenden Häuser wurden bei Bombenabwurfsübungen zerstört. Die Wiedererrichtung der Infrastruktur und die Wiederbesiedlung begann Anfang der 1950er Jahre. Zum Stichtag 1. Januar 1951 wohnten in Beilstein wieder drei Familien. 1987 zählte Beilstein 30 Einwohner.
Seit 1960 ist Beilstein Ortsteil der Gemeinde Heckenbach.
Die katholische Kapelle St. Anna in Beilstein wurde im Jahr 1966 erbaut.